# Henry Kjellson
Henry Verner Kjellson (Linköping, 8 de agosto de 1891-Estocolmo, 1 de noviembre de 1962) fue un deportista sueco que compitió en tiro con arco, en la modalidad de arco recurvo. Ganó seis medallas en el Campeonato Mundial de Tiro con Arco al Aire Libre entre los años 1934 y 1939.

## Palmarés internacional
| Campeonato Mundial al Aire Libre | Campeonato Mundial al Aire Libre | Campeonato Mundial al Aire Libre | Campeonato Mundial al Aire Libre |
| Año                              | Lugar                            | Medalla                          | Prueba                           |
| -------------------------------- | -------------------------------- | -------------------------------- | -------------------------------- |
| 1934                             | Båstad (Suecia)                  | Medalla de oro                   | Individual                       |
| 1934                             | Båstad (Suecia)                  | Medalla de oro                   | Equipo                           |
| 1935                             | Bruselas (Bélgica)               | Medalla de bronce                | Equipo                           |
| 1936                             | Praga (Checoslovaquia)           | Medalla de bronce                | Equipo                           |
| 1937                             | París (Francia)                  | Medalla de bronce                | Equipo                           |
| 1939                             | Oslo (Noruega)                   | Medalla de bronce                | Equipo                           |